# Franse school

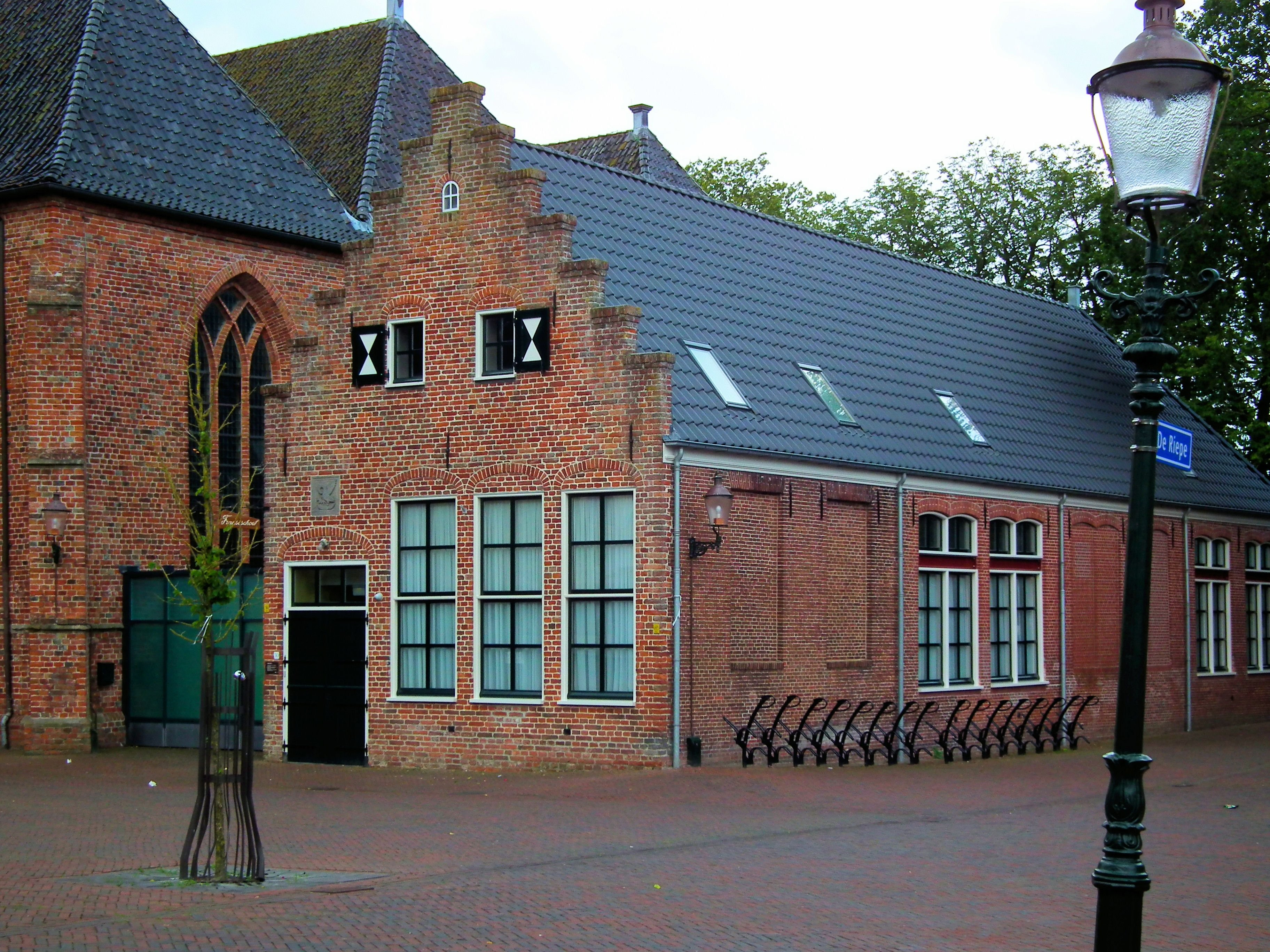
Voormalige Franse school van Appingedam

De Franse school was een schooltype dat van de zestiende tot in de negentiende eeuw in de Nederlanden heeft bestaan. Leerlingen leerden er Frans, maar ook andere vakken. De Franse school was een vorm van voortgezet onderwijs, die zichtbaar werd in een drietal gedaanten. Het was beroepsonderwijs, een uitbreiding van lager onderwijs en een begin van het latere middelbaar onderwijs. Deze drie vormen van onderwijs waren uitingen van particulier initiatief en konden aanvankelijk niet rekenen op financiële steun van stadsbesturen of van de landelijke overheid.

## Bloeitijd
De Franse school zou in de Nederlanden zijn ontstaan vanuit de behoefte een meer praktijkgericht onderwijs op te zetten dan dat op de Latijnse scholen. Doel was jongelieden op te leiden voor het internationale en handelsverkeer. De meeste Franse scholen onderwezen alleen aan jongens, maar er waren ook Franse scholen voor meisjes; daar werd ook onderricht gegeven in zogenaamde Franse handwerken.
De Franse scholen werden veelal door stedelingen gewaardeerd; ze maakten deel uit van de plaatselijke trots. De ouders van de deelnemers – leerlingen in de leeftijd van 10 of 12 jaar tot 15 of 17 jaar – moesten veel schoolgeld betalen.
Het schoolgeld lag veelal tussen 250 en 500 gulden per jaar, zodat alleen kinderen van meer vermogende ouders deze opleiding konden volgen. Sommige scholen kregen vanwege hun goede leerkrachten landelijke bekendheid en trokken leerlingen vanuit het hele land, zoals de sinds 1723 bestaande Franse school in Noordwijk van Elie Luzac, vader van Elie Luzac jr.
De Franse school verdween in Nederland door de onderwijswet van 1857, die onder meer de mulo instelde, die in de praktijk de Franse school verving. In sommige plaatsen werd de mulo nog langere tijd Franse school genoemd.

## Vakkenpakket
Op de Franse scholen werden meestal de volgende vakken onderwezen: schrijven, rekenen, boekhouden, aardrijkskunde en geschiedenis en een vreemde taal, meestal Frans, soms ook Duits of Engels, eventueel muziek. Vanaf de late achttiende eeuw konden daar ook natuurwetenschappen bij komen. Het verschijnsel Franse school is nooit bij wet geregeld, waardoor de ene Franse school geheel anders kon zijn dan de andere. Veel Franse scholen waren tegelijkertijd kostschool, zodat ook leerlingen van wie de ouders verder weg woonden deze vorm van onderwijs konden volgen.

## Schoolmeesters
Vanaf eind zestiende eeuw waren de schoolmeesters vaak vluchtelingen uit de Zuidelijke Nederlanden. Soms was de schoolhouder een Fransman, of van Franse origine, maar regel was dat niet. De schoolmeester kon eigenaar van de school zijn en heette dan vaak Franse (kost)schoolhouder, maar kon ook in dienst zijn van de stad of het dorp. Er konden meerdere Franse scholen in een plaats zijn en er bestond dus kennelijk behoefte aan dit schooltype. De zeventiende-eeuwse filosoof Pierre Bayle zou daarom gezegd hebben: 'Il y a en Hollande douze Ecoles de françois pour une de Latin.'